# 遊魂 -Kiss on my Deity-
《遊魂 -Kiss on my Deity-》（日语：タユタマ -Kiss on my Deity-）是Lump of Sugar於2008年7月11日發售的成人遊戲。2009年11月5日由5pb.代理發售Xbox 360版。2009年5月29日Lump of Sugar發售Fan disc《遊魂 -It's happy days-》（タユタマ -It's happy days-）。2016年9月23日發售續作《遊魂2 -you're the only one-》（タユタマ2 -you're the only one-）。標題是「搖蕩的靈魂」之略，「deity」是「神」之意。12集電視動畫於2009年4月至6月播放。

## 概要
最初2007年9月29日於Lump of Sugar官方網站和雜誌《电击姬》11月號公開。繼《Nursery Rhyme》和《何時到達那片天空》，Lump of Sugar的第3作奇幻系戀愛冒險遊戲，女主角為四人。人物設計和前兩作同様由萌木原文武擔當。曾舉行多次活動，2007年10月1日的「一見鍾情人氣投票」、2008年3月7日至7月27日的「支援橫幅活動」、2008年5月東京和大阪的DreamParty2008春的「遊魂體驗版配佈會場來場感謝活動」。又和AKABEiSOFT2合作，在2008年5月29日由AKABEiSOFT2發售的《G弦上的魔王》中附送《遊魂 -Kiss on my Deity-》的體驗版，而Lump of Sugar則在《遊魂 -Kiss on my Deity-》製品版附送AKABEiSOFT2預定發售的作品《W.L.O.世界戀愛機構》。發售前已引起話題，並登上Softmap娛樂館的美少女遊戲預訂排名的殿堂級，更是2008年5月發售的三本雜誌《DENGEKI HIME》、《PUSH!!》、《PC Angel neo》的封面。另外，預定會有包括動畫化的多媒體發展。
同名电视动画于2009年4月開始播出。

## 故事簡介
故事舞台為葦原町的「創聖學院」，學院分為兩個學部，一為明治時代以來的女校「創聖女學院」學部，俗稱「完美」（來是由鑽石的淨度級別FL（Flawless），指無瑕，是最高級的淨度）；二為近年創立的男女校「創聖一般學部」，俗稱「細微」（同是來自鑽石的淨度級別，指微瑕疵的SI1和SI2（Slightly Included），比FL低數級）。前者是校風嚴肅的傳統名門學校，後者是自由度高、理念革新的學校，兩者幾乎相反。而男主角泉戶裕理則是屬於一般學部，並且是八衢神社宮司泉戶裕導的兒子，並有幾乎如親妹妹一樣的小鳥遊由美奈。
裕理與友人河合亞芽里和要三九郎一起度過升上三年級前的春假，當時學院正進行操場的擴充工程，其間發掘到刻有奇異文字的遺跡，其文字就是裕理家中神社所奉祀的神祇「太轉依」。但學院鑑定遺跡並無價值而繼續工程。數日後開學儀式的當日，裕理被女學院學部如月美冬質疑是阻止擴充工程的人，裕理雖自身知道無關係，但不能辯駁而逃走。裕理認為破壞遺跡恐怕會有災難發生，遂於深夜潛入學院，進行轉換神祇靈魂的儀式，名為「綺久羅美守毘賣」、看上去如神一般的純白靈體立刻出現，並述說約五百年前人類與太轉依的共存問題，最後「化成」另一位有狐狸耳和尾的小女孩。之後裕理替其取名為「真白」。
「真白」需要通過睡眠才能回覆力量，於是來到八衢神社。

## 登場人物
分别为游戏/动画版声优

### 主要角色
泉戶裕理（Mito Yūri）　聲：無/日野聰、冰見はるか（第四話女裝）
男主角。創聖學院一般學部的學生，惟家中是神社，知道很多關於神道方面的知識。喜歡研究、汽車等的機械，並渴望成為一級技工或設計師，但有時會太沉迷而被當作怪人。在學校方面，學習和運動也可以，但在討厭科目的課堂中會毫不忌諱地睡覺。在家中亦收藏了大量的色情片。另外，裕理是八衢的血統而擁有「退魔靈能」，對太轉依來說是種不能對抗的力量，但裕理自身並無自覺。然而因為和「真白」的約定，要創造「人類和太轉依共存的世界」，而投身對太轉依的戰鬥。
泉戶真白（Mito Mashiro）　聲：松田理沙/力丸乃梨子
身高：165cm / 生日：4月3日/ 血型：O/ 三圍：B86(D)/W57/H88
開學日突然出現的少女，創聖學院女子學部S課程學生（最上級生）。其真正身分是以前綺久羅美守毘賣「化成」的太轉依，懂得使用咒術，「真白」是裕理取的名稱。外表和人類分別不大，但有狐耳和尾。知識非常古老，不懂得操作電器。對裕理在戀愛上積極展開攻勢，之後更住在泉戶家。保持著綺久羅美守毘賣的思想和記憶，要和裕理創造「人類和太轉依共存的世界」。
河合亞芽里（Kawai Ameri）　聲：花野香/下田麻美
身高：159cm / 生日：8月9日/ 血型：B/ 三圍：B83(C)/W58/H85
裕理的青梅竹馬兼同學。和裕理如家人般的親近。創聖學院一般學部S課程學生（最上級生），父親是一般學部的理事，母親是大企業建築公司的會長。做事有自己的一套，但不會有特別的計劃。喜歡裕理，然而自己對戀愛不擅長，一直都只是朋友，視真白為對手。另外，雖然名字像是西方人但實際無關。
小鳥遊由美奈（Takanashi Yumina）　聲：青戶由羽/水桥香织
身高：144.5cm / 生日：1月22日/ 血型：A/ 三圍：B69(AA)/W54/H73
創聖女學院學部C課程學生。生於富裕家庭「天見」，但其後天見家沒落，由美奈被托付於泉戶家。一起生活的由美奈已當裕理為哥哥，但因裕理母親的死，而轉為「小鳥遊」家的養女。性格害羞。喜歡繪畫、料理、裁縫等可以一人自己做的事。和亞芽里相熟並稱之為「姐姐」，非常憧憬創聖女學院學部的「貴婦」（總代理）如月美冬。
另外，這角色是來自本作擔當原畫的萌木原文武所屬的同人團體ZIP所製作的成人遊戲《Purism×Egoist》（2004年4月16日發售）中的角色，有翅膀的人造人「由美奈」。
如月美冬（Kisaragi Mifuyu）　聲：三咲里奈/伊藤静
身高：169cm / 生日：3月1日/ 血型：AB/ 三圍：B79(B)/W59/H84
創聖學院女子學部S課程學生（最上級生）兼貴婦（總代理）。「貴婦」是女子學部中特別優秀的監督生的領導生，需要得到全校學生和教師八成以上的支持才能被選出。美冬生於名家如月家，幼時開始已接受嚴謹的教育。擅長各種武藝，特別是劍術。冷靜沉穩而深思熟慮，雖然性格嚴肅但實際心中想逃離這種束縛。興趣是讀書，特別是以「自由戀愛」為題材的故事。意識到由美奈對自己的憧憬。另外，據自己各種推理，認為阻止擴充工程的人是裕理，但其實並無關係。

### 其他配角
鵺（聲：水镜/中川里江（同左））
三强之一，戰敗後成為如月美冬的朋友。
要三九郎（Kaname Sankurō）　聲：二朗/置鮎龍太郎
與裕理和亞芽里友好，一樣是創聖學院一般學部的學生，但曾留級一年所以年紀比其他兩人大。說關西方言，興趣是樂團活動，並曾自行發售CD。畢業後準備到東京進行音樂活動，離開葦原町。
小蘭老師（Ran-chan-sensei）　聲：中瀨雛/同左
一般學部的教師，裕理等人的班主任，亦是日本文化學科日本史概論的準教授。
聲線非常接近中瀨雛工時的聲音，中瀨亦說過被如此要求。
河合玄造（Kawai Genzō）　聲：黑岩圭介/丹沢晃之
亞芽里父親，一般學部代表理事。和裕導相熟，但經常被推卸責任到自己身上，在家中對亞芽里和妻子並沒有地位。
多嘉山理事（Takayama-riji）　聲：名和野戀/津野田成美
女子學部理事兼女子學部畢業生。把女子學部放在其他一切事物之上，連美冬也說這是視野狹窄。
泉戶裕導（Mito Yūdō）　聲：比留間京之介/若本規夫
裕理父親。雖然是八衢神社的神主，但對裕理說不需要繼承神社。被亞芽里稱為。

## 主要製作人員
- 原畫：萌木原文武
- 劇本：史方千尋
- 音樂：大川茂伸
- 影片：Mju:z 神月社/
- 製作人：
- 製作：Lump of Sugar

## 音樂

### 遊魂 -Kiss on my Deity-

#### 主題歌
第一開頭歌曲
作詞、作曲：志倉千代丸，編曲：村上純，歌：Kicco
第二開頭歌曲
作詞：白峰美津子，作曲：虹音，編曲：井上日德，歌：霜月遙
結尾歌曲
作詞：白峰美津子，作曲：浅井裕子，編曲：井上日德，歌：霜月遙

#### 插入曲
Cherry
作詞：Yummy，作曲：KAB，編曲：水野大輔，歌：Kicco

#### 其他歌曲
以下四曲只收錄於初回特典的歌曲CD。
Marital vows
作詞：涼森有羽子，作曲：大川茂伸，編曲：B.T.W，歌：松田理沙
（Going my way）
作詞：，作曲：大川茂伸，編曲：秋元直也，歌：花野香
Flower doll
作詞：青井天使，作曲：大川茂伸，編曲：越智健二，歌：青戶由羽
Rainy Pain
作詞：AKKO，作曲：大川茂伸，編曲：Crystal☆GATE，歌：三咲里奈

### 遊魂-It's happy days-

#### 主題歌
開頭歌曲
作詞、作曲：志倉千代丸，編曲：水野大輔，歌：Kicco

## 電視動畫
同名電視動畫於2009年4月5日開始播放。曾執導過School Days、染紅的街道的元永慶太郎出任本作的監督。

### 製作人員
- 原作：Lump of Sugar
- 監督：元永慶太郎
- 系列構成：上江洲誠
- 人物原案：萌木原文武
- 人物設定：大河原晴男
- 生物設定：門智昭、秋山由樹子
- 總作畫監督：大河原晴男、
- 色彩設計：末永康子
- 美術監督：下山和人
- 美術：
- 攝影監督：笠井亮平
- 音響監督：蝦名恭範
- 音樂：大川茂伸、蓑部雄崇
- 音樂制作：5pb.
- 動畫制作：SILVER LINK
- 製作：

### 主題曲
片頭曲 《The fine every day》
作詞、作曲：志倉千代丸，編曲：水野大輔，歌：Kicco
片尾曲 
作詞：，作曲、編曲：，歌：宮崎羽衣

### 各話標題
| 话数 | 标题                 | 中译           | 劇本                | 分镜                      | 演出             | 作畫監督                              |
| ---- | -------------------- | -------------- | ------------------- | ------------------------- | ---------------- | ------------------------------------- |
| 1    | 太転依（たゆたい）   | 太轉依         | 上江洲誠            | 元永慶太郎                | 元永慶太郎       | 野田めぐみ                            |
| 2    | ましろの居場所       | 真白的容身之所 | 關根聰子 上江洲誠   | こでらかつゆき            | 羽生尚靖         | 志賀道憲                              |
| 3    | ましろ、ひとりぼっち | 真白 孤獨一人  | 柿原優子            | 福多潤                    | 福多潤           | 飯飼一幸                              |
| 4    | 乙女の悩み           | 少女的煩惱     | 秋月ひろ            | ワタナベシンイチ          | ワタナベシンイチ | 竹森由加                              |
| 5    | すれ違いの雨         | 錯過的雨       | 名田ユタカ          | こでらかつゆき            | 元永慶太郎       | 手島勇人                              |
| 6    | 比翼の鳥             | 比翼鳥         | 中村浩二郎          | 小林孝志                  | 土屋康郎         | 長谷川亨雄                            |
| 7    | 連理の枝             | 連理之枝       | 中村浩二郎 秋月ひろ | 岩畑剛一                  | 北川正人         | 波風立流                              |
| 8    | 誘惑に染まる瞳       | 充滿誘惑的眼神 | 九頭龍              | こでらかつゆき            | 則座誠           | 飯飼一幸 竹森由加                     |
| 9    | 硝子の向こう         | 玻璃的對面     | 関根聡子 秋月ひろ   | ワタナベシンイチ          | ワタナベシンイチ | 志賀道憲 石田啓一 八代きみこ 冨田佳亨 |
| 10   | 禁じられた安寧       | 不被容許的安寧 | 秋月ひろ            | ワタナベシンイチ          | 土屋康郎         | 長谷川亨雄                            |
| 11   | 決戦                 | 決戰           | 名田ユタカ          | 元永慶太郎                | 元永慶太郎       | 小松信 尾崎綾子 竹森由加              |
| 12   | 裕理                 | 裕理           | 秋月ひろ 上江洲誠   | こでらかつゆき 元永慶太郎 | 元永慶太郎       | 野田めぐみ 水口桂 飯飼一幸 長谷川亨雄 |

### 播放电视台
日本深夜動畫：下文記載的日本国内播放時間使用日本標準時間（UTC+9）表示。因為部分時間标识會採用30小时制，因此請留意这类超过24:00的时间，其實際播放時間為翌日清晨。
| 播放地域   | 電視台       | 系列           | 播放期間                | 播放时间                   |
| ---------- | ------------ | -------------- | ----------------------- | -------------------------- |
| 千葉縣     | 千葉電視台   | 独立UHF局      | 2009年4月5日 - 6月21日  | 星期日 24時30分 - 25時00分 |
| 神奈川縣   | 神奈川電視台 | 独立UHF局      | 2009年4月5日 - 6月21日  | 星期日 25時30分 - 26時00分 |
| 中京廣域圈 | 中京電視台   | 日本電視台系列 | 2009年4月6日 - 6月22日  | 星期一 27時15分 - 27時45分 |
| 東京都     | TOKYO MX     | 独立UHF局      | 2009年4月7日 - 6月23日  | 星期二 25時30分 - 26時00分 |
| 兵庫縣     | SUN電視台    | 独立UHF局      | 2009年4月8日 - 6月24日  | 星期三 26時10分 - 26時40分 |
| 埼玉縣     | 埼玉電視台   | 独立UHF局      | 2009年4月10日 - 6月26日 | 星期五 25時00分 - 25時30分 |
| 全國放送   | AT-X         | CS放送         | 2009年4月11日 - 6月27日 | 星期六 09時00分 - 09時30分 |

## 關連商品
- 官方精品套裝
  - 「遊魂」資料套（2007年10月14日「DreamParty東京2007秋」中發售，3000日元）
  - 「遊魂 -kiss on my deity-」DreamParty東京2008春精品套裝（2008年5月18日「DreamParty東京2008春」中發售，3500日元）
- 電話卡
  - 電擊姬11月號 通販電話卡
  - Comic Market73目錄 Melonbooks支援活動電話卡
  - 萌人通販 真白的模模糊糊電話卡
  - PUSH!!6月號 通販電話卡
  - 電擊姬7月號 通販電話卡
- CD
  - 開頭歌曲（2008年6月27日發售）
  - 「遊魂 -Kiss on my Deity-」原聲帶（2008年7月11日發售）
- 其他
  - Comic Market73目錄 Melonbooks購入特典墊板
  - 貼紙

## 評價
《遊魂 -Kiss on my Deity-》在「美少女ゲームアワード2008」中獲得角色設計獎的金獎，《遊魂 -It's happy days-》在「萌えゲーアワード2009」中獲得Fan disc獎的銀獎。